# Масса, Мирта
Ми́рта Тереси́та Ма́сса (исп. Mirta Teresita Massa) стала первой аргентинкой, которая победила на конкурсе красоты Мисс Интернешнл в 1967 году. Она вторая латиноамериканка, победившая в конкурсе после Стеллы Маркес из Колумбии в 1960 году.
Мирта Масса родилась в Буэнос-Айресе, изучала живопись в мастерских известных аргентинских художников, таких как Диана Довек, Луис Дебаросмура и Оскар Бони (Oscar Bony). Она имеет опыт работы в качестве рекламной модели и снималась в паре фильмов: в роли певицы Сандры и приключенческом фильме. Мирта завершила работу в качестве модели и посвятила свою жизнь живописи. Она выставляла свои работы в разных галереях Буэнос-Айреса и культурных центрах: Пале-де-Глас и Реколета. Также Мирта работает в шоу, в испанском городе Пальма де Майорка.